# Dichtbij
Dichtbij is het bedrijfsblad van de Broeders van Liefde in Vlaanderen. In Wallonië heet dit Approches. Niet-personeelsleden van de Broeders van Liefde kunnen eveneens (tegen betaling) een abonnement nemen, wat maakt dat het ook een gewoon tijdschrift is.

## Achtergrond
Dichtbij werd gelanceerd in 2010. Voordien heette het Van Harte (De Tout Coeur in het Frans). Het verschijnt 5 maal per jaar in een oplage van 12.050 exemplaren. Alle medewerkers van organisaties van de Broeders van Liefde krijgen het gratis.

Het tijdschrift brengt informatie vanuit de verschillende sectoren van de Broeders van Liefde: onderwijs, verzorgingsinstellingen (geestelijke gezondheidszorg  en ouderenzorg), welzijn (orthopedagogische zorg, kinderdagverblijven en buitengewoon onderwijs) en sociale economie.

Inhoudelijk komt nieuws aan bod over de organisaties en de congregatie, gesprekken met medewerkers en interviews met bekende personen.
Naast het overkoepelende "Dichtbij" hebben de meeste voorzieningen of scholen van de Broeders van Liefde nog een plaatselijk personeelsblad.

## Onderscheiding
Dichtbij wordt uitgegeven door AVGEAT-atelier voor grafische en aanverwante toepassingen. In 2012 behaalde deze met Dichtbij de tweede plaats bij de verkiezing van het beste personeelsblad, georganiseerd door de Belgische Vereniging voor Interne Communicatie.